# Hòa Khánh Bắc
Hòa Khánh Bắc là một phường thuộc quận Liên Chiểu, thành phố Đà Nẵng, Việt Nam.
Phường Hòa Khánh Bắc có diện tích 9,7 km², dân số năm 2005 là 19.630 người, mật độ dân số đạt 2.024 người/km².

## Lịch sử
Phường Hòa Khánh Bắc được thành lập năm 2005 trên cơ sở một phần diện tích và dân số của phường Hòa Khánh.